# Maria Maddalena morente
Maria Maddalena morente è un dipinto del pittore Francesco Rustici (Siena, 1592 – 1625), detto il Rustichino, per distinguerlo dal padre che era soprannominato il Rusticone.

## Descrizione
Nell'opera è rappresentato un soggetto non comune: Maria Maddalena, ormai vecchia e morente che tiene in mano una grande croce nera ed è assistita da due angeli che la guardano con stupore. Perduta la cornice originale, il quadro è oggi incorniciato da un semplice listello dorato e moderno. Il suo ingresso agli Uffizi risale al 1784. Nel 1955 è stato trasferito nel Santuario di Santa Maria del Sasso (Bibbiena) ed è tornato agli Uffizi nel 1969.
Questa immagine ha dato origine ad una incisione di G. B. Wicar, datata 1784. Lo stesso tema era stato già utilizzato da Francesco Rustici per un altro dipinto, ma di maggiori dimensioni, che si trovava nella Villa Medicea del Poggio Imperiale.
Francesco Rustici, pittore manierista senese, durante il suo soggiorno a Roma, fra il 1618 e il 1619, rimase influenzato dal naturalismo caravaggesco, mediato attraverso il pittore olandese Gerrit van Hontorst, detto Gherardo delle Notti. Rustici ha qui costruito una scena drammatica, illuminata dalla fioca luce di una candela - un gusto caravaggesco conosciuto come tenebrismo.